# Bukowo (powiat koszaliński)
Bukowo (niem. Wendisch Buckow) – wieś w Polsce położona w województwie zachodniopomorskim, w powiecie koszalińskim, w gminie Polanów. Miejscowość wchodzi w skład sołectwa Rzyszczewko.
W latach 1954–1957 wieś należała i była siedzibą władz gromady Bukowo, po jej zniesieniu w gromadzie Polanów. W latach 1975–1998 miejscowość administracyjnie należała do województwa koszalińskiego.
Podczas akcji likwidacji śladów nazewnictwa słowiańskiego niemieckie władze nazistowskie wprowadziły nazwę Buckow (1938–1945).